# Elodina perdita
Elodina perdita är en fjärilsart som beskrevs av William Henry Miskin 1890. Elodina perdita ingår i släktet Elodina och familjen vitfjärilar. Inga underarter finns listade i Catalogue of Life.

## Bildgalleri

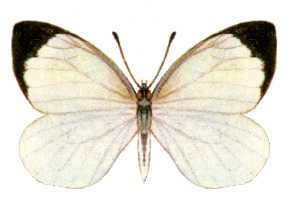